# Pál Teleki
Pál Teleki hrabia Szék, właśc. Pál János Ede Teleki de Szék (ur. 1 listopada 1879 w Budapeszcie, zm. 3 kwietnia 1941 tamże) – węgierski polityk, minister wychowania i dwukrotny premier Węgier w latach 1920–1921 oraz 1939–1941, hrabia. Również delegat na Konferencji pokojowej w Paryżu. Z wykształcenia geograf, członek Węgierskiej Akademii Nauk i założyciel węgierskiego skautingu.
Teleki bywa określany mianem polityka kontrowersyjnego. Za jego rządów wprowadzone zostały prawa o wydźwięku antyżydowskim. Jednocześnie jednak 24 sierpnia 1939 r. Teleki odmówił wzięcia udziału w przygotowywanym przez Niemcy ataku na Polskę, powołując się na względy moralne i historyczne. Powiedział, że: „prędzej wysadzi swoje własne linie kolejowe, niż weźmie udział w inwazji na Polskę”.

## Dzieciństwo i wczesna kariera
Rodzicami Pála Telekiego byli Géza Teleki (1844–1913), węgierski polityk, i jego żona Irén Muráty (Muratisz, 1852–1941). Teleki rozpoczął edukację w 1885 r. i ukończył studia na uniwersytecie w 1903 r. Następnie został profesorem i wykładowcą geografii i stosunków socjoekonomicznych na Węgrzech przed I wojną światową; jednym z jego uczniów był Erik von Kuehnelt-Leddihn.
Gromadząc dane społeczne i geograficzne, wykonywał mapy o świetnej jakości, nawet przyjmując kryteria Systemu Informacji Geograficznej.
W 1916 r. Pál Teleki został naczelnikiem Węgierskiego Towarzystwa Turańskiego.
W 1919 r. Teleki został delegatem na konferencję pokojową w Wersalu.

## Skauting
Tematem skautingu Pál Teleki zainteresował się po rozmowie z Fritzem de Molnár, skautmistrzem jego syna. Latem 1927 r. młody Géza Teleki podczas wodniackiego wyjazdu do Helsingør w Danii nie wykonał polecenia de Molnára. Gdy skautmistrz zagroził poinformowaniem ojca, chłopiec odparł: „Och, taty nie interesuje skauting”. To zmotywowało de Molnára do rozmowy z hrabią Telekim.
Pál Teleki zainteresował się ideą skautingu. Wkrótce zaprzyjaźnił się z Robertem Baden-Powellem, został Węgierskim Naczelnikiem Skautowym i członkiem Międzynarodowego Komitetu Skautowego na przestrzeni lat 1929–1939. Był komendantem obozu podczas IV Światowego Skautowego Jamboree w Gödöllő, w Lesie Królewskim na Węgrzech. Jego działalność i inspiracja wpłynęły na kształt i skalę ruchu skautowego na Węgrzech oraz w świecie.

## Sprawa polska

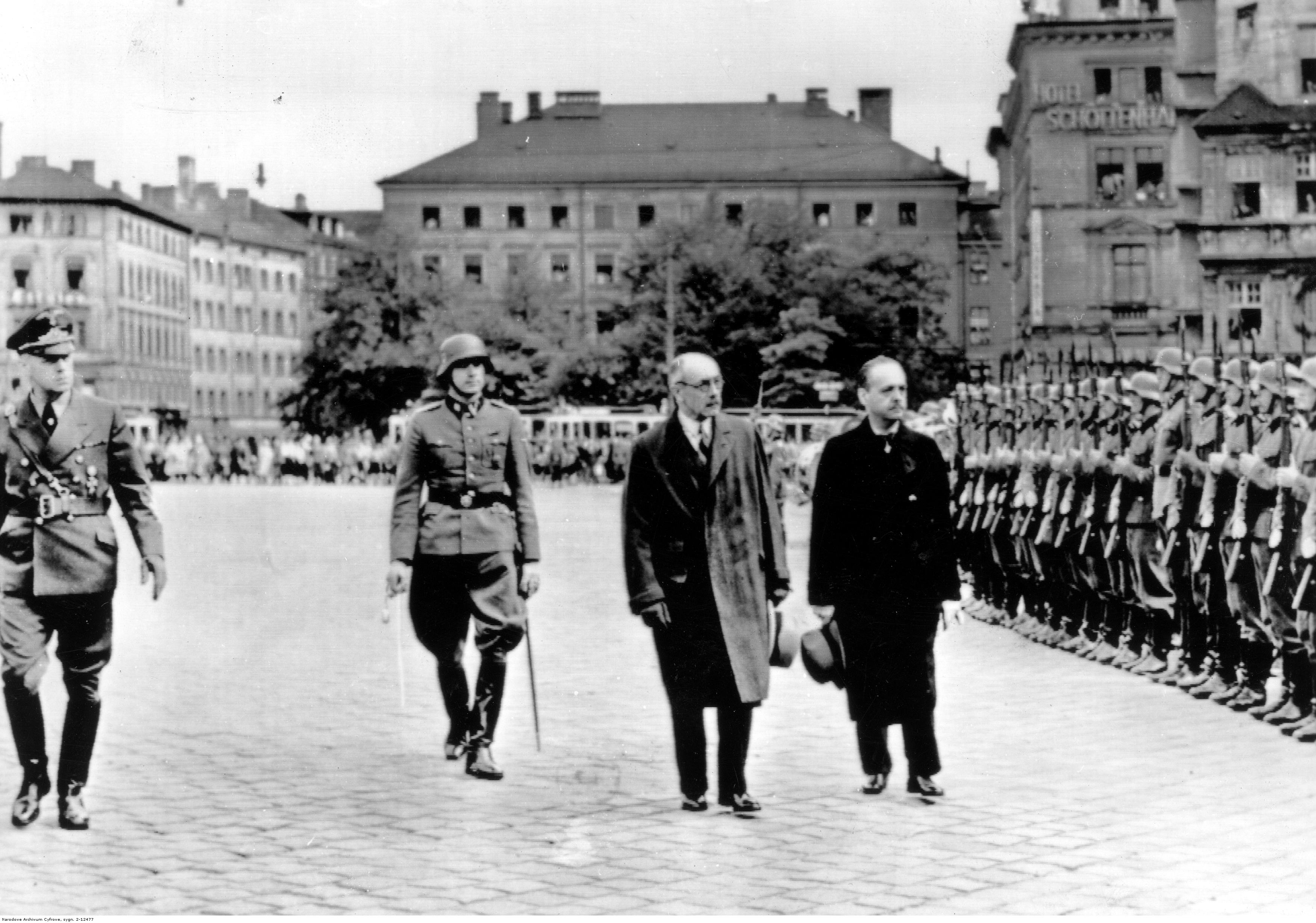
Joachim von Ribbentrop, Pál Teleki i István Csáky podczas wizyty w Monachium

Na uwagę zasługuje jego postępowanie wobec Polski i Polaków. W początkach lipca 1920 rząd Węgier premiera Pála Telekiego podjął decyzję o udzieleniu militarnej pomocy Polsce, przekazując nieodpłatnie i dostarczając w krytycznym momencie wojny polsko-bolszewickiej na własny koszt drogą przez Rumunię zaopatrzenie wojskowe: 48 mln naboi karabinowych do Mausera, 13 mln naboi do Mannlichera, amunicję artyleryjską, 30 tysięcy karabinów Mauser i kilka milionów części zapasowych, 440 kuchni polowych, 80 pieców polowych. 12 sierpnia 1920 do Skierniewic dotarł transport m.in. 22 mln naboi do Mausera z fabryki Manfréda Weissa w Czepel.
Po rozpadzie Czechosłowacji 15 marca 1939 r. Węgry zaatakowały Ruś Zakarpacką i w wyniku tzw. małej wojny zajęły obszar wokół Stakčína i Sobranec. Odtąd Polska i Węgry miały, jak przez wieki, wspólną granicę.
Tuż przed atakiem w 1939 roku na zapytanie strony niemieckiej o możliwość dokonania inwazji z terytorium Węgier, kierowany wielowiekową tradycją dobrych stosunków z Polską, Teleki odparł: „Prędzej wysadzę nasze linie kolejowe, niż wezmę udział w inwazji na Polskę. Ze strony Węgier jest sprawą honoru narodowego nie brać udziału w jakiejkolwiek akcji zbrojnej przeciw Polsce”. W depeszy wysłanej do Adolfa Hitlera z 24 lipca 1939 roku Teleki argumentował, że Węgry „nie mogą przedsięwziąć żadnej akcji militarnej przeciw Polsce ze względów moralnych”. List ten wywołał wściekłość kanclerza Trzeciej Rzeszy.
Po polskiej klęsce wrześniowej węgierski rząd podjął decyzję o otwarciu granic dla polskich uchodźców oraz zapewnił im wszelką możliwą pomoc – na Węgrzech działały polskie szkoły i organizacje społeczne, aż do momentu wkroczenia na Węgry Niemców w 1944 roku. Polskie oddziały, m.in. zmotoryzowana 10 Brygada Kawalerii płk. Maczka, uzyskały możliwość ewakuacji żołnierzy do Francji.

## Sprawa jugosłowiańska

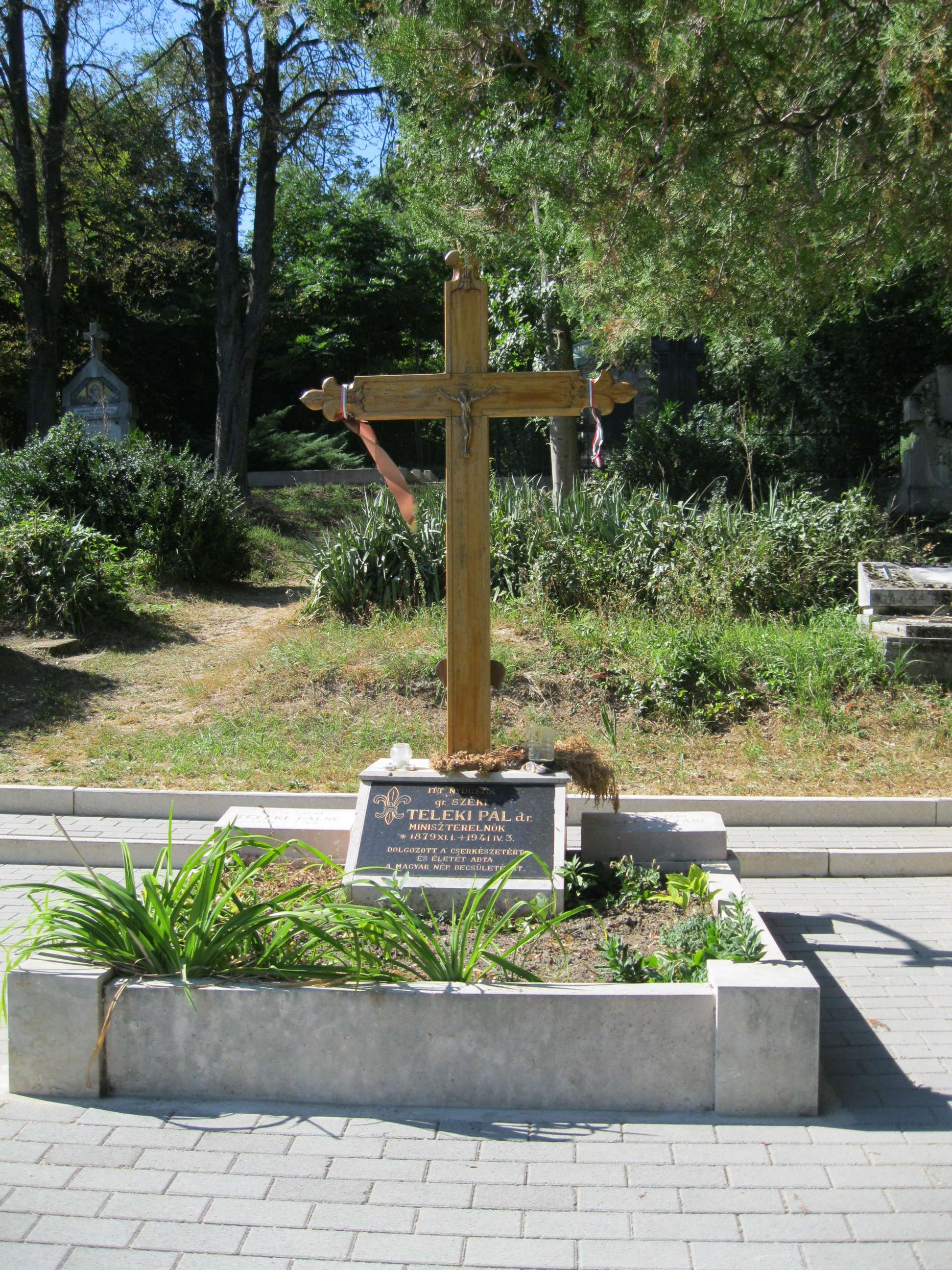
Grób Pála Telekiego

Nie chcąc się ugiąć przed żądaniami Niemiec dotyczącymi ataku na Jugosławię (z którą Węgry były do tej pory sprzymierzone), 3 kwietnia 1941 roku – na wieść o wkroczeniu wojsk niemieckich na terytorium Węgier w drodze do Jugosławii – popełnił samobójstwo strzałem z pistoletu. Zostawił list pożegnalny, w którym napisał: „Naród czuje, że straciliśmy nasz honor. Sprzymierzyliśmy się z draniami. Staniemy się narodem śmieci. Ja jestem temu winny”.
Winston Churchill, premier Wielkiej Brytanii, komentując to wydarzenie, oświadczył, że samobójcza śmierć Telekiego była „ofiarą, która oczyściła naród węgierski z hańby umożliwienia niemieckiego ataku na Jugosławię”.
Teleki został pochowany na cmentarzu Máriabesnyő w Gödöllő.

## Odznaczenia i upamiętnienie
W 1930 otrzymał Łańcuch Odznaki Korwina.
W 1938 został uhonorowany Krzyżem Wielkim Węgierskiego Orderu Zasługi.
26 września 1940 został odznaczony Krzyżem Wielkim Orderu św. Stefana przez Regenta Królestwa Węgier admirała Miklósa Horthyego.
Rok 1991 został na Węgrzech ogłoszony rokiem Telekiego.
W 2001 r. postanowieniem prezydenta RP Aleksandra Kwaśniewskiego został pośmiertnie odznaczony Krzyżem Komandorskim z Gwiazdą Orderu Zasługi Rzeczypospolitej Polskiej.
Jego nazwisko nosi jedna z warszawskich ulic. W Krakowie na Woli Duchackiej-Zachód od roku 2018 również jedna z ulic nosi jego imię.
3 kwietnia 2004 r. w miejscowości Balatonboglár odbyła się uroczystość odsłonięcia pomnika Pala Telekiego.
14 sierpnia 2021 w Krakowie został odsłonięty pomnik Pála Telekiego.
Teleki ma też swój pomnik w Skierniewicach  przy dworcu kolejowym (wraz z pomnikami Piłsudskiego, Petlury i de Gaulle'a). Pomnik został odsłonięty w listopadzie 2020 i jest to  jedyny w Polsce pomnik poświęcony stuleciu Bitwy Warszawskiej. Politykom towarzyszą skrzynie mające przypominać o węgierskim transporcie amunicji, jaki 12 sierpnia sto lat wcześniej, wjechał na skierniewicki dworzec. Upamiętnienie uosabia narody Europy, które solidarnie pomogły Polsce walczącej z bolszewicką Rosją.